# 马卡蒂
马卡蒂，菲律賓華人译作马加智（闽南语白話字：Má-ka-tì），是組成菲律宾马尼拉大都会的16座城市之一。
馬卡蒂是菲律宾的金融中心，全國最高密度的國際企業與本地企業集散地。主要銀行、企業與百貨公司跟外國大使館，都座落於馬卡蒂。菲律賓證券交易所的舊證券交易大廳也位於交通繁忙、有菲律賓華爾街之稱的阿亞拉大道上。馬卡蒂也以馬尼拉大都會的文化與娛樂中心聞名。
馬卡蒂为於2020年人口共629,616，面积为21.57平方公里，是菲律宾人口排名第17的城市，人口密度每平方公里達27,000人，是世界上人口密度排第41名的城市。雖然登記的人口只有50多萬人，但白天因為工作、購物、做生意的人口流動會成為超過百萬人生活的城市。在上下班通勤與假日會遇到繁忙擁擠的交通。
主要语言为他加禄语，88.9％的居民信仰罗马天主教，气候属于热带季风气候。

## 地理
馬卡蒂處於北緯14′40″ °N、東經121′3″ °E周圍，位居馬尼拉大都會中心。北邊有巴石河，面臨曼達盧永城市，東北邊鄰帕西格，東南邊鄰帕特羅斯 (菲律賓)市與達義市，西北邊鄰馬尼拉市，西南邊鄰帕賽市(艾奎諾國際機場所在城市)。馬卡蒂占地27.36平方（10.56 sq mi）。该市境内有一马尼拉市飞地，为馬尼拉南部公墓。

### 氣候
在柯本氣候分類法系統裡，馬卡蒂屬於熱帶季風氣候。馬卡蒂跟菲律賓其他地方一樣，都屬於熱帶氣候。因為靠近赤道所以溫度變化很小，氣溫多落於20 °C（68 °F）到38 °C（100 °F）之間。濕度通常很高因此體感溫度會較高。有明顯相對短暫的一月到五月是旱季，六月到十二月則是相對較長的雨季。
| (馬卡蒂, 菲律賓)     | (馬卡蒂, 菲律賓) | (馬卡蒂, 菲律賓) | (馬卡蒂, 菲律賓) | (馬卡蒂, 菲律賓) | (馬卡蒂, 菲律賓) | (馬卡蒂, 菲律賓) | (馬卡蒂, 菲律賓) | (馬卡蒂, 菲律賓) | (馬卡蒂, 菲律賓) | (馬卡蒂, 菲律賓) | (馬卡蒂, 菲律賓) | (馬卡蒂, 菲律賓) | (馬卡蒂, 菲律賓) |
| 月份                 | 1月              | 2月              | 3月              | 4月              | 5月              | 6月              | 7月              | 8月              | 9月              | 10月             | 11月             | 12月             | 全年             |
| -------------------- | ---------------- | ---------------- | ---------------- | ---------------- | ---------------- | ---------------- | ---------------- | ---------------- | ---------------- | ---------------- | ---------------- | ---------------- | ---------------- |
| 平均高温 °C（°F）    | 30 (86)          | 30 (86)          | 31 (88)          | 33 (91)          | 34 (93)          | 34 (93)          | 33 (91)          | 31 (88)          | 31 (88)          | 31 (88)          | 31 (88)          | 31 (88)          | 31.7 (89.1)      |
| 平均低温 °C（°F）    | 21 (70)          | 21 (70)          | 21 (70)          | 22 (72)          | 23 (73)          | 24 (75)          | 24 (75)          | 24 (75)          | 24 (75)          | 24 (75)          | 23 (73)          | 22 (72)          | 22.75 (72.95)    |
| 平均降水量 mm（）    | 25.4 (1.00)      | 25.4 (1.00)      | 38.1 (1.50)      | 25.4 (1.00)      | 38.1 (1.50)      | 127 (5.0)        | 254 (10.0)       | 431.8 (17.00)    | 406.4 (16.00)    | 355.6 (14.00)    | 203.2 (8.00)     | 152.4 (6.00)     | 2,082.8 (82.00)  |
| 来源：makaticity.com |                  |                  |                  |                  |                  |                  |                  |                  |                  |                  |                  |                  |                  |

## 經濟與基礎建設
以平均每位市民收入計算，馬卡蒂是菲律賓最富有的行政區。到2012年底，馬卡蒂已經有62,000家公司，包括財經服務、大型賣場、零售商、服務業、不動產、進出口及製造業。馬卡蒂也有馬尼拉大都會數量最多，1,159家商業流程委外公司，也有最大量菲律賓經濟特區局認可的科技園區及建築。馬卡蒂市政府在2006年實施新稅收法後，未曾增加稅率。馬卡蒂市政府連續26年來從未有過市政赤字。
馬卡蒂市以已開發的馬卡蒂中央商業區CBD聞名，由 EDSA, Gil Puyat Avenue, Arnaiz Avenue與Chino Roces Avenue等街道圍繞，包括 Legazpi Village, Salcedo Village, Ayala Center與部分的Bel-Air Village等區域。
阿亞拉三角帶位於馬卡蒂中央商業區CBD精華內，周圍是阿亞拉大道、馬卡蒂大道、Paseo de Roxas等街道及其建築群。許多國際公司、銀行跟主要商業機構都位於阿亞拉三角帶，其中也有阿亞拉三角帶公園，公園附近有高級禮品店及餐廳。阿亞拉大道跟 Paseo de Roxas 先前是Nielson Field機場，在1930年代是馬尼拉大都會的主要機場。
菲律宾证券交易所的舊馬卡蒂證券交易所最大交易辦公室，位於Ayala Tower One建築的阿亞拉大道上。
大多數菲律賓與馬尼拉大都會最高的摩天大樓群，都座落在馬卡蒂，比如Century City的PBCom Tower與Gramercy Residences以及G.T. International Tower。
阿亞拉大道上的PBCom Tower是菲律賓全國最高辦公大樓，菲律賓通訊銀行及PBCom公司總部所在地。自2001年起正式列為菲律賓最高辦公摩天高樓建築。從地面到建築頂端高達259公尺(850英尺)，共有52層樓高，包括八層樓高的無線電塔。

### 投資
菲律賓連五年(2013-2017)國內生產總值成長率皆超過6%，首都馬尼拉大都會人口高達2,200萬，其中馬卡蒂市有472家銀行總部、50家購物中心及160所學校，為亞洲金融的心臟地帶，馬卡蒂市精華商圈以阿亞拉大道跟馬卡蒂大道為中心，大小如大安區 (臺北市)加信義區 (臺北市)，對台灣人而言馬卡蒂市猶如信義區 (臺北市)般熱鬧繁榮，聚集了菲律賓全國四成公司總部，商圈內有語言學校與語言中心供來自日本、韓國及台灣等亞洲人良好的英文學習環境，距離馬尼拉機場約30分鐘車程，不動產價格約台北市五分之一，吸引海外不動產投資。

### 購物中心
馬卡蒂是馬尼拉大都會以購物中心聞名的聚集地之一。市區眾多的購物中心提供包括國際與本地傳統便利零售商店，高級禮品、餐飲店與娛樂設施。
阿亞拉中心是由位於馬卡蒂中央商業區CBD的Ayala Land不動產公司執行的開發案。該中心以大量的購物(日式大創百貨)、娛樂跟文化中心成為大都會的頂級購物(包括路易威登、PRADA、愛馬仕等名牌精品)、文化區域。該開發案是大型的徒步高級購物中心，包括電影院、本地與國際購物中心，在地餐廳與日式、美式、澳洲、越南料理、義大利餐廳等國際連鎖餐飲業。其中包括綠帶購物中心、格羅莉亞塔購物中心與The Link等購物中心。阿亞拉中心也包括三間百貨公司SM Makati、Rustan's(也經營超級市場)跟The Landmark。

## 教育文化與體育
馬卡蒂擁有許多藝術博物館，殖民時期的教堂與娛樂區。阿亞拉博物館是私人精緻藝術跟歷史博物館，展出如"Gold of Ancestors,"等超過一千件前哥倫布時期的黃金考古文物。，其他知名的博物館包括Yuchengco博物館跟Museo ng Makati。
根據時代雜誌馬卡蒂市不只是菲律賓金融中心，也是世界上自拍密度最高的城市。
馬卡蒂市的馬卡蒂大學體育館目前是菲律賓足球聯賽的卡雅足球俱樂部所在地，也是菲律賓國家足球聯盟之一。市區內其他學校包括：以商學院知名的亞洲管理研究所、教育系知名的Assumption學院、Colegio de San Agustin學院以及附屬於馬尼拉雅典耀大學的Ateneo研究院等教育機構，是菲國的高等教育重鎮，其中Ateneo研究院的法學院是菲律賓全國頂尖的法學院之一。

## 交通

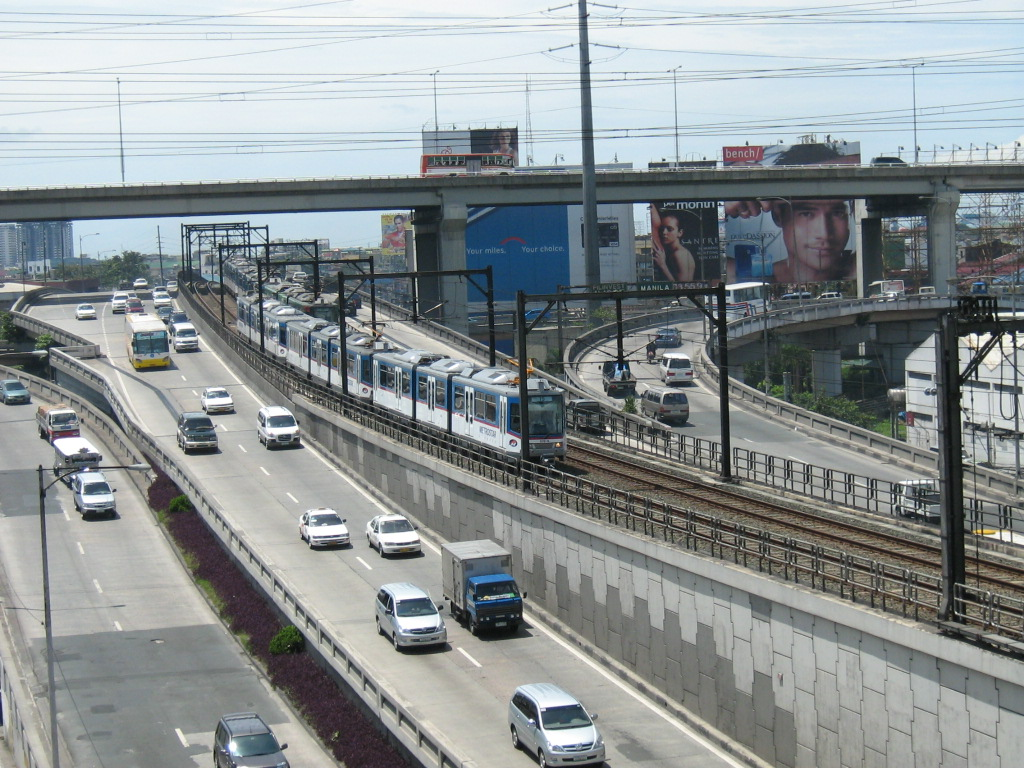
Magallanes立體交流道

### 機場
馬卡蒂市與尼諾伊·艾奎諾國際機場之間有馬尼拉大都會高架道路連接，在離峰時約20分鐘車程，但在尖峰時間可能需時半小時到一小時以上。

### 水運
馬卡蒂市北方的巴石河有巴石河渡輪服務市內有兩站：Guadalupe 與 Valenzuela。

## 國際關係

### 外交代表機構
在馬卡蒂市設置永久外交大使館的國家列表：
| - 阿根廷 - 奥地利 - 比利时 - 巴西 - 柬埔寨 - 加拿大 - 中华人民共和国 - 古巴 - 捷克 - 埃及 - 芬兰 - 法國 - 德国 | - 印度尼西亞 - 伊朗 - 以色列 - 義大利 - 黎巴嫩 - 马来西亚 - 馬爾他 - 墨西哥 - 荷蘭 - 新西兰 - 尼日尔 - 挪威 - 巴基斯坦 - 巴勒斯坦 - 秘魯 | - 葡萄牙 - 羅馬尼亞 - 俄羅斯 - 沙烏地阿拉伯 - 新加坡 - 南非 - 西班牙 - 斯里蘭卡 - 瑞典 - 瑞士 - 泰國 - 土耳其 - 阿联酋 - 乌拉圭 - 委內瑞拉 |

## 友好城市
- 羅馬尼亞克卢日-纳波卡
- 美国洛杉矶
- 美国 Ramapo（英语：Ramapo, New York）
- 斯里蘭卡可倫坡
- 緬甸仰光
- 俄羅斯海參崴
- 臺灣臺中市
- 菲律賓 Mogpog（英语：Mogpog）

## 外部連結
维基共享资源上的相關多媒體資源：马卡蒂